# Редпат, Джон
Джон Редпат (англ. John Redpath; 1796, Эрлстон, Бервикшир, Шотландия — 5 марта 1869, Монреаль, Канада) — квебекец шотландского происхождения, бизнесмен и меценат, один из основателей промышленного движения, сделавшего Монреаль крупнейшим и одним из самых процветающих городов Канады.

## Ранние годы
Джон Редпат родился в 1796 году в Эрлстоне, Бервикшир, Шотландия. Согласно сохранившимся записям, он был сыном Питера Редпата, работника фермы и его второй жены Элизабет Прингл, из соседнего селения Гордон. Редпат родился в период расчистки Нижней Шотландии, которая создала экономические трудности для многих шотландских семей. Таким образом, проработав некоторое время каменщиком с Джорджом Драммондом в Эдинбурге, двадцатилетний Редпат эмигрировал в Канаду.
В 1816 году, практически без денег Редпат высадился в Квебеке, после чего направился в Монреаль. Оказавшись там, он использовал навыки торговли, полученные ещё в Шотландии, чтобы получить работу в строительной отрасли. В ноябре того же года Редпат впервые установил нефтяные уличные фонари в городе на улице Сен-Поль.

## Карьера
Честный, трудолюбивый человек, обладающий острым деловым чутьём, через несколько лет Редпат запускает свой собственный строительный бизнес. Он вовлекается в крупные проекты, такие как строительство канала Лашин и некоторых замков, что в значительной степени повлияло на коммерческое развитие Монреаля.
После строительства канала Лашин, торговые возможности Монреаля значительно увеличились, делая город одним из крупнейших портов Северной Америки. Поскольку земля вдоль канала принадлежала католической церкви, эта земля была неиспользована его остались неиспользованными еще двадцать лет, пока Редпат и другие бизнесмены всё-таки смогли приобрести участки вдоль канала. В результате, земли начали активно осваиваться, на канале банки приступили к постройке новых крупных производственных предприятий, поскольку канал — готовый естественный источник воды, который может быть использован в производственной сфере.

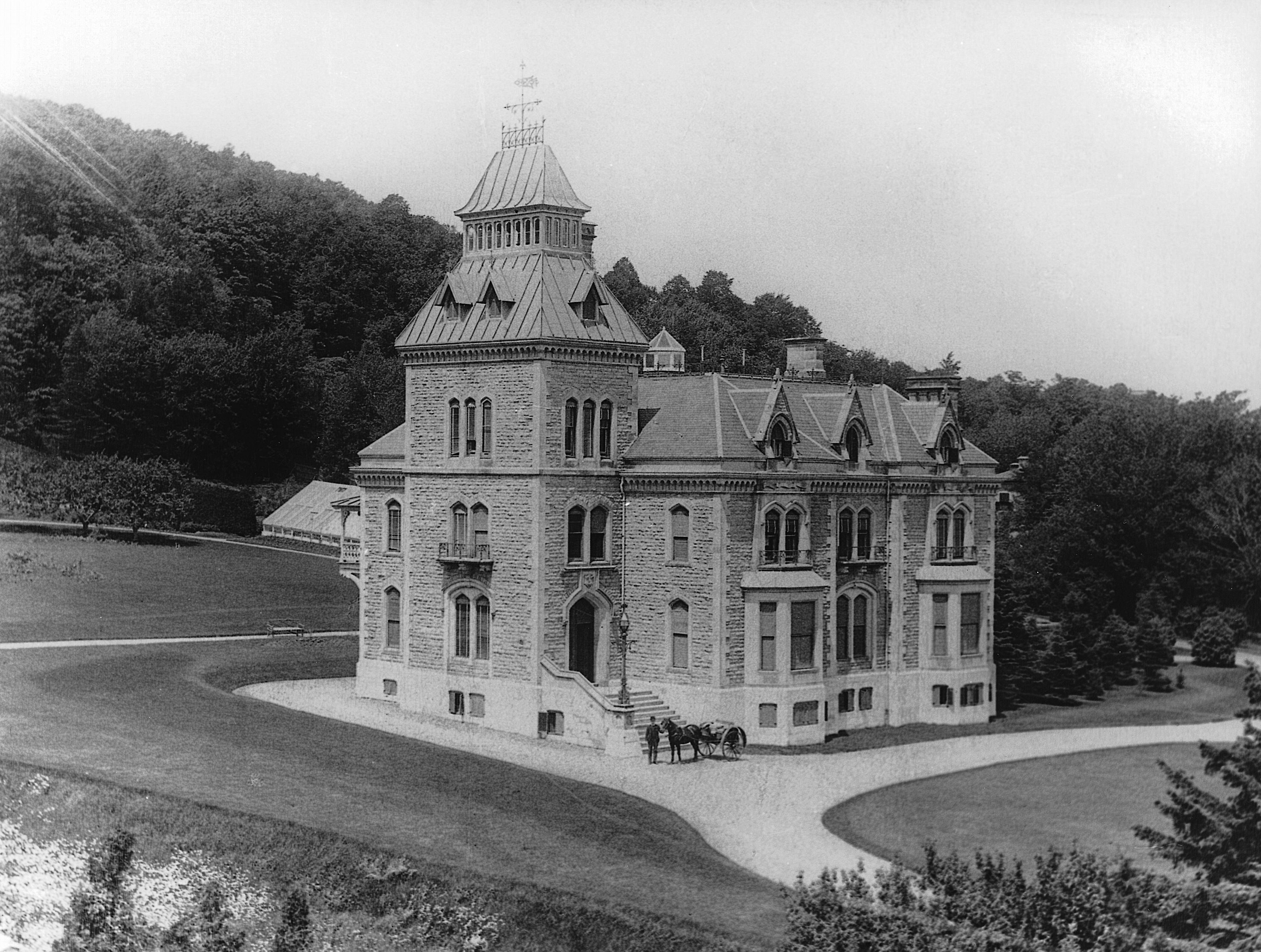
Дом Редпата, Terrace Bank на Шербрук-Стрит, Монреаль

Успех Джона Редпата в троительстве канала привел к другим крупным проектам; Редпат начал сотрудничество с Томасом Маккеем, в постройке замка Джонс-Фоллс (Онтарио) на огромном канале Ридо (проект 1827 — 1828 гг.). Кроме того, Редпат построил Собор Монреальской Богоматери и первые здания Университета Макгилла.
Компания Redpath Sugar вскоре стало градообразующим предприятием, ежегодно в течение нескольких лет ежегодно обрабатывая примерно 7000 тонн сахара, импортируемых из Вест-Индии. Первоначально компания называлась Canada Sugar Refining Co., но после того, как сын Джона Редпата Питер (1821-1894) присоединился к бизнесу, название компании сменилось на John Redpath & Son. Четыре года спустя, в 1861 году к компании присоединился зять Редпата-старшего Александр Джордж Драммонд (1829-1910).
Помимо собственных промышленных предприятий, Редпат, вкладывал большие деньги в многие другие, которые в значительной степени помогли монреальской экономике. Помимо собственных грузовых судов, которые находились на службе сахарного завода, он вкладывал деньги в монреальскую буксирную компанию. Также Редпат помог с финансированием монреальской телеграфной компании и монреальской пожарной страховой компании, выступая в качестве директора обеих. Он также выделял значительные средства на развитие экономики Восточных кантонов.
В результате, в 1833 году Редпат был приглашен в Совет директоров Банка Монреаля, на должность, которой он отдаст 36 лет. Канада всегда имела небольшую численность населения, и в начале XIX века это означало, что небольшая численность населения вызывает ограниченность ресурсов. Поскольку развитие бизнеса по-прежнему сильно зависит от финансирования Лондонской фондовой биржи, Редпат понимает необходимость начала длительного процесса развитие собственных рынков капитала. По сути, Редпат был основателем Монреальской инвестиционной ассоциации, предшественника Монреальской фондовой биржи.

## Личная жизнь
Редпат впервые женился в 1818 году на Джанет Макфи, уроженке Гленгари, Онтарио, всего у них было десять детей. В 1835 году, спустя год после смерти первой жены, Редпат женился на 20-летней Джейн Драммонд, всего у пары было семь детей. Редпат построил большой дом с видом на Монреаль на склонах Маунт-Ройал.
После смерти в 1869 году, Редпат был похоронен на кладбище Маунт-Ройал в Монреале.